# Угарте, Мануэль (футболист)
Мануэ́ль Уга́рте Рибе́йро (исп. Manuel Ugarte Ribeiro, испанское произношение: [maˈnwel uˈɣaɾte]; родился 11 апреля 2001, Монтевидео) — уругвайский футболист, полузащитник английского клуба «Манчестер Юнайтед» и сборной Уругвая.

## Клубная карьера
4 декабря 2016 года 15-летний Мануэль дебютировал за «Феникс» в матче уругвайской Примеры против клуба «Данубио». 10 марта 2019 года забил свой первый гол за «Феникс» в матче против «Расинга».
Сезон 2020/21 провёл в португальском клубе «Фамаликан».
9 августа 2021 года перешёл в лиссабонский «Спортинг». Провёл в португальской команде два сезона.
В июле 2023 года перешёл во французский клуб «Пари Сен-Жермен» за 60 млн евро.
30 августа 2024 года перешёл в «Манчестер Юнайтед», подписав пятилетний контракт. Сумма трансфера составила 42 млн фунтов. 14 сентября 2024 года дебютировал за «Юнайтед», выйдя на замену в матче Премьер-лиги против «Саутгемптона».

## Карьера в сборной
Выступал за сборную Уругвая до 20 лет и за олимпийскую сборную Уругвая.
5 сентября 2021 года Мануэль Угарте дебютировал за главную сборную Уругвая. Он вышел на замену в домашнем матче отборочного турнира к чемпионату мира 2022 против сборной Боливии (4:2), который состоялся на стадионе «Пеньяроля» «Кампеон-дель-Сигло». Угарте появился на поле на 70-й минуте, выйдя на замену Матиасу Весино.

## Достижения
«Спортинг»
- Обладатель Кубка португальской лиги: 2021/22

«Пари Сен-Жермен»
- Чемпион Франции: 2023/24
- Обладатель Кубка Франции: 2023/24